# Rectotrachyleberis
Rectotrachyleberis is een geslacht van kreeftachtigen uit de klasse van de Ostracoda (mosselkreeftjes).

## Soorten
- Rectotrachyleberis elegantissima (Lienenklaus, 1894) Stancheva, 1962 †
- Rectotrachyleberis punctatissima (Ruggieri, 1962) Ruggieri, 1984